# Норт-Уэст-Кейп
Норт-Уэст-Кейп (англ. North West Cape) — полуостров в западной части австралийского штата Западная Австралия.

## География

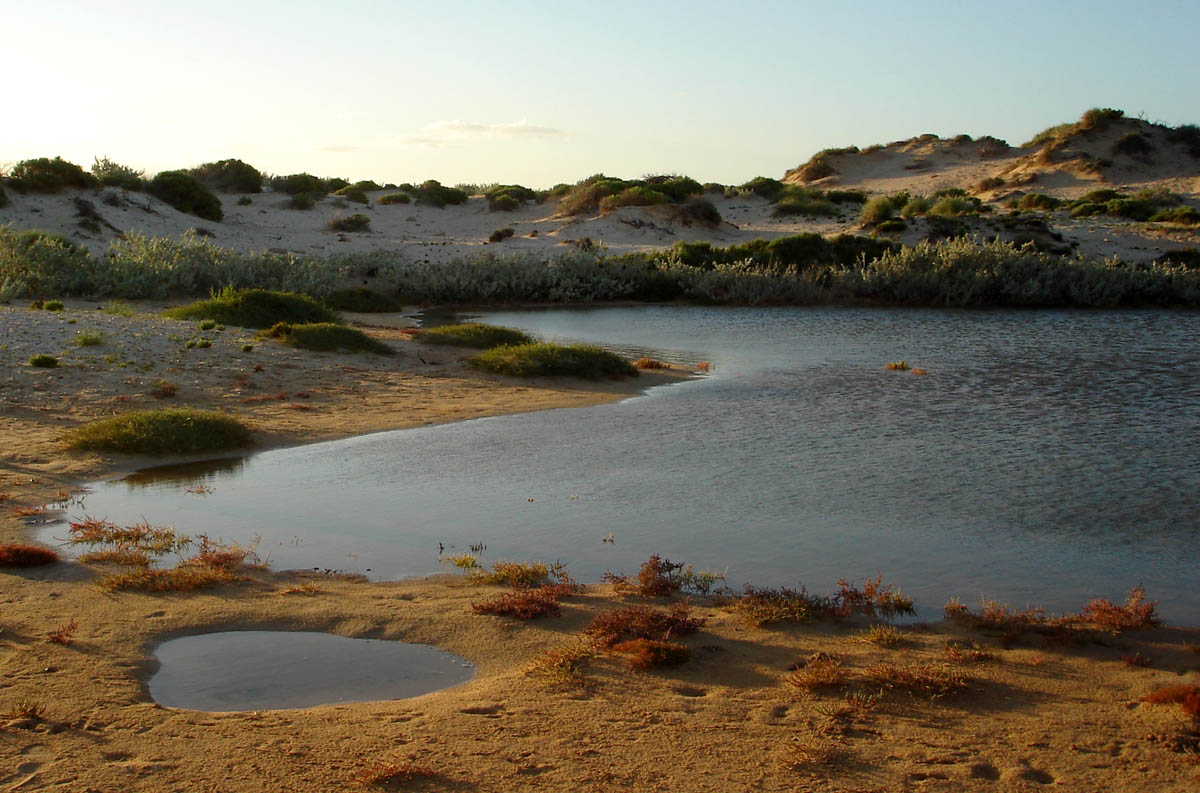
Ландшафт Национального парка Кейп-Рейндж.

С восточной стороны полуостров омывается заливом Эксмут, с остальных — Индийским океаном. К северо-востоку от Норт-Уэст-Кейпа расположены острова Мьюрон.
Климат полуострова жаркий, полупустынный. Среднегодовое количество осадков из года в год сильно варьируется: в 2007 году выпало 259 мм осадков, а в 2003 году — всего 51 мм. Минимальное количество осадков выпадает в период с сентября по декабрь. Максимальная температура января — 38 °C, июля — 24,1 °C. Несмотря на относительно тяжёлые климатические условия, на Норт-Уэст-Кейпе зарегистрировано большое количество представителей местной флоры — свыше 630 видов. Сам же полуостров окружён многочисленными коралловыми рифами, в которых обитает множество представителей морской фауны.
На западном побережье полуострова, примерно в 40 км от Эксмута, расположен Национальный парк Кейп-Рейндж (англ. Cape Range National Park). В непосредственной близости от Норт-Уэст-Кейпа расположен морской парк Нингалу (англ. Ningaloo Marine Park), который включает одноимённый риф, являющийся объектом списка Всемирного наследия ЮНЕСКО.

## История

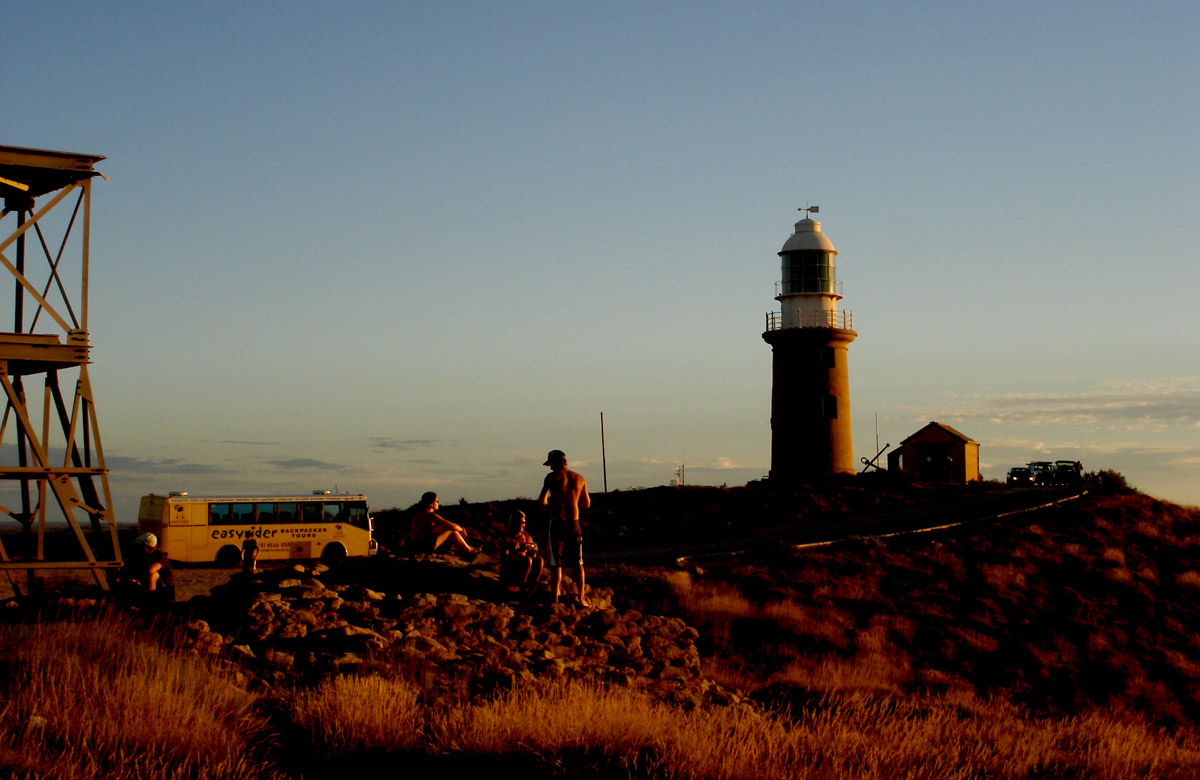
Один из маяков Норт-Уэст-Кейпа.

Полуостров был открыт европейцами в 1618 году, когда мимо него проплыли голландские корабли «The Zeewolf» и «Mauritius» (на его борту находился путешественник Виллем Янсзон). В 1801 году район Норт-Уэст-Кейпа был изучен французским путешественником Николя-Тома Боденом, который дал современное название мысу Мюрата и островам Мьюрон. В 1818 году полуостров посетил англичанин Филип Паркер Кинг, который и назвал полуостров «Норт-Уэст-Кейпом».
В 1876 году полуостров был сдан в аренду для использования под пастбища. В это же время в этом районе появились первые ловцы жемчуга. В 1911 и 1912 годах на Норт-Уэст-Кейпе были сооружены два маяка, а в 1912 году — китобойная база, которая просуществовала до 1957 года.
В 1942 году в районе полуострова американским военными была основана база для подводных лодок под кодовым названием «Operation Potshot», которая просуществовала до 1945 года. Кроме того, в Лирмонте располагался военный аэродром, существующий до сих пор и используемый австралийской армией. В 1943 году район был подвергнут японской бомбардировке.
В 1953 году на Норт-Уэст-Кейпе были открыты первые в Австралии месторождения нефти. В 1962 году австралийское и американское правительства договорились о сооружении на полуострове коммуникационной станции сверхдлинных волн (впоследствии получившей название «Гарольд Э. Холт»), для обслуживания которой было основано поселение Эксмут. Станция была официально открыта уже в 1967 году и использовалась американскими и австралийскими военными вплоть до 1992 года. В настоящее время станция обслуживается гражданской компанией «Boeing Australia».

## Население
Полуостров Норт-Уэст-Кейп находится под управлением района местного самоуправления Эксмут, в котором в 2006 году проживало 2063 человека. Основной язык общения — английский. Крупнейший населённый пункт и административный центр — Эксмут (в 2006 году в нём проживало 1844 человека).